# Balasinor

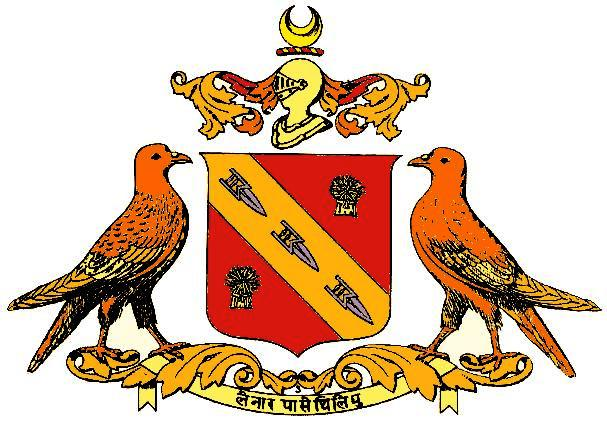
Escut

Balasinor (Vadasinor o Warasinor) fou un estat tributari protegit de l'Índia a l'agència de Rewa Kantha, regió de Gujarat, presidència de Bombai. Limitava al nord amb els estats de Mahi Kantha, a l'est amb l'estat de Lunawara i part amb la subdivisió Godhra dels Panch Mahals, i a l'est i sud amb el districte de Kaira. El territori tenia uns 50 km de llarg i uns 20 d'ample i estava dividit en dos parts: les subdivisions de Balasinor i de Virpur. La primera tenia 41 pobles i la segona 57. La superfície era de 489 km²; la població el 1881 era de 46.328 habitants i el 1901 de 32.618 habitants repartits en 104 pobles. El país era pla i l'únic riu destacat era el Mahi. La capital Balasinor estava propera al riu Sheri i tenia una població el 1881 de 9718 habitants
El sobirà era musulmà amb títol de nawab i el nom familiar era Babi (que vol dir "porter") perquè el primer ancestre tenia aquest ofici a la cort mogol. Pagava un tribut de 360 lliures al gaikowar de Baroda i de 1108 lliures al govern britànic. El seu exèrcit era de 230 homes. Tenia dret a salutació de 9 canonades. La successió era per primogenitura i no va tenir autoritzada l'adopció fins al sanad de 1890. El fundador fou Sher Khan Babi, oficial mogol (1664) governador de Chunwal, i el seu cinquè descendent, Salabat Khan va rebre la jurisdicció i els ingressos de Balasinor i Virpur. El quart descendent de Salabat Khan, Bahadur Khan, va rebre el principat de Junagarh a Kathiawar i a la seva mort el territori fou dividit i el fill jove va rebre Junagarh i el gran va romandre a Balasinor. L'estat va esdevenir tributari dels marathes, tant del peshwa (1768) com del gaikowar. El 1818 el govern britànic va ocupar el lloc del peshwa en els seus drets i Balasinor fou posat sota el seu control depenent del col·lector de Kaira. El 1835 fou inclòs a l'agència de Rewa Kantha.

## Bandera
La bandera era blanca amb l'escut al centre.

## Nawabs de Balasinor
- Muhammad Khanji 1761-?
- Jamiyat Khanji I
- Salabat Khanji I ?-1820
- Abib Khanji 1820-1822
- Jalal Khanji 1822-1831
- Zorawar Khanji 1831-1882 (+novembre de 1882)
- Munawar Khanji Zorawar Khanji 1882-1899 (+24 de març de 1889)
- Jamiyat Khanji II Munawar Khanji 1899-1945 (major d'edat el 31 de desembre de 1915, + 2 de febrer de 1945)
- Muhammad Salabat Khanji II Sahib Bahadur 1945-1948 (el 1945 tenia 1 any)